# Luciano Cordeiro
Luciano Baptista Cordeiro de Sousa (Mirandela, 1844 — Lisboa, 1900) fue un escritor, historiador, político y geógrafo portugués.

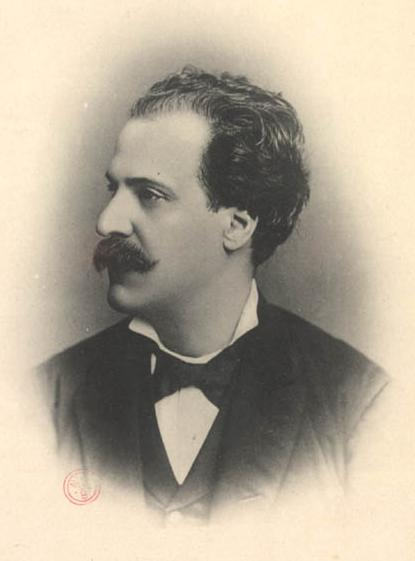
fotografía de Luciano Cordeiro

Realizó sus primeros estudios en Funchal, Madeira, donde residió con su familia. Licenciado en Letras en 1867, se convirtió en profesor de filosofía y literatura en el Colegio Militar de 1871 a 1874.
Fue director temporalmente del periódico Revolução de Setembro en 1869. Fue fundador de la Sociedade de Geografia en 1876 donde desempeñó una intensa labor. Fundó la Revista de Portugal e Brasil y el periódico Comércio de Lisboa. Fue afiliado del Partido Regenerador y elegido diputado por la circunscripción de Mogadouro en la legislatura de 1882-1884 y por la circunscripción de Leiría en 1884.
A él se le debe un gran impulso a la propaganda africanista y al movimiento colonialista. Destacó por la acérrima defensa de los intereses de Portugal en África siendo célebre a su actuación tanto en el Congreso de Geografía Colonial que se llevó a cabo en París en 1878 como en la Conferencia de Berlín de 1884. Su extensa acción editorial cuenta con obras publicadas en los campos de la crítica literaria, de la historia, de los asuntos coloniales, de la economía y de la política.

## Publicaciones
- "Livro de crítica" (Oporto, 1869)
- "Segundo Livro de crítica" (1871)
- "De la part prise par les Portugais dans la découverte de l’Amérique" (1875)
- "L’Hydrographie africaine" (1879)
- "Dos Bancos portuguezes" (Lisboa, 1873)
- "Viagens" (1874-1875)
- "Estros e palcos" (1874)
- "Soror Marianna" (1888)

- Datos: Q971935
- Multimedia: Luciano Cordeiro / Q971935